# Мезогенний пек
Мезогенний пек (рос. мезогенный пек, англ. mesogenic pitch) — пек зі складною сумішшю багатьох, в основному, ароматичних вуглеводнів. Не містить анізотропних частинок, що можуть бути виявленими оптичною мікроскопією. Має низький вміст хінолінонерозчинних фракцій. Здатний перетворюватись у мезофазний пек при тривалому нагріванні вище від 750 К.